# Tratado de Ayacucho
Conhecido por selar a paz entre o Brasil e a Bolívia, o Tratado de Ayacucho foi assinado em 23 de Março de 1867 e é conhecido por diversos nomes, principalmente Tratado da Amizade ou tratado Muñoz-Netto.

## Antecedentes
Pelos tratados anteriores, de Madri e Santo Ildefonso, a fronteira da Bolívia chegava ao médio rio Madeira, próximo a cidade de Humaitá, no interior do estado do Amazonas, a uma latitude de 7°38'45"S segundo os Portugueses e de 6°52'15"S segundo os Espanhóis. O território abrangia o estado do Acre, o distrito de Extrema (localizado no estado de Rondônia) e grande parte do estado do Amazonas.

### Sebastián Ramos
Sebastián Ramos, governador de Chiquitos - parte fronteiriça do departamento de Santa Cruz - durante os últimos anos de dominação colonial espanhola, foi uma figura chave na formação de parte da fronteira Brasil-Bolívia.
Após a vitória, em 10 de dezembro de 1824, de Antonio José Sucre no município peruano de Ayacucho, o governador espanhol Sebastião Ramos quis colocar a província de Chiquitos sob a temporária proteção do Império do Brasil. Alimentava ele a esperança de que Madri voltasse a governar as terras de língua castelhana no Novo Mundo. Neste sentido e a mando seu, em 13 de abril de 1825, o Capitão José Maria Velasco entregou um ofício à Junta local da cidade mato-grossense de Vila Bela. A Junta acatou a pro-posta, em caráter condicional, mas solicitou ao Imperador a decisão definitiva. O emissário que saiu de Porto Belo a 30 de abril só chegou ao Rio no dia 12 de agosto. Esse episódio ficou conhecido como "Invasão de Chiquitos".
No dia 15 Dom Pedro I desaprovou a resolução e censurou energicamente as autoridades de Vila Bela. A nota do chanceler brasileiro dizia: "Ainda quando S.M. Imperial fora consultado previamente, como convinha, jamais daria seu imperial assenso a esta medida." Contudo, a própria Junta já havia anulado em 13 de maio sua resolução de 13 de abril.

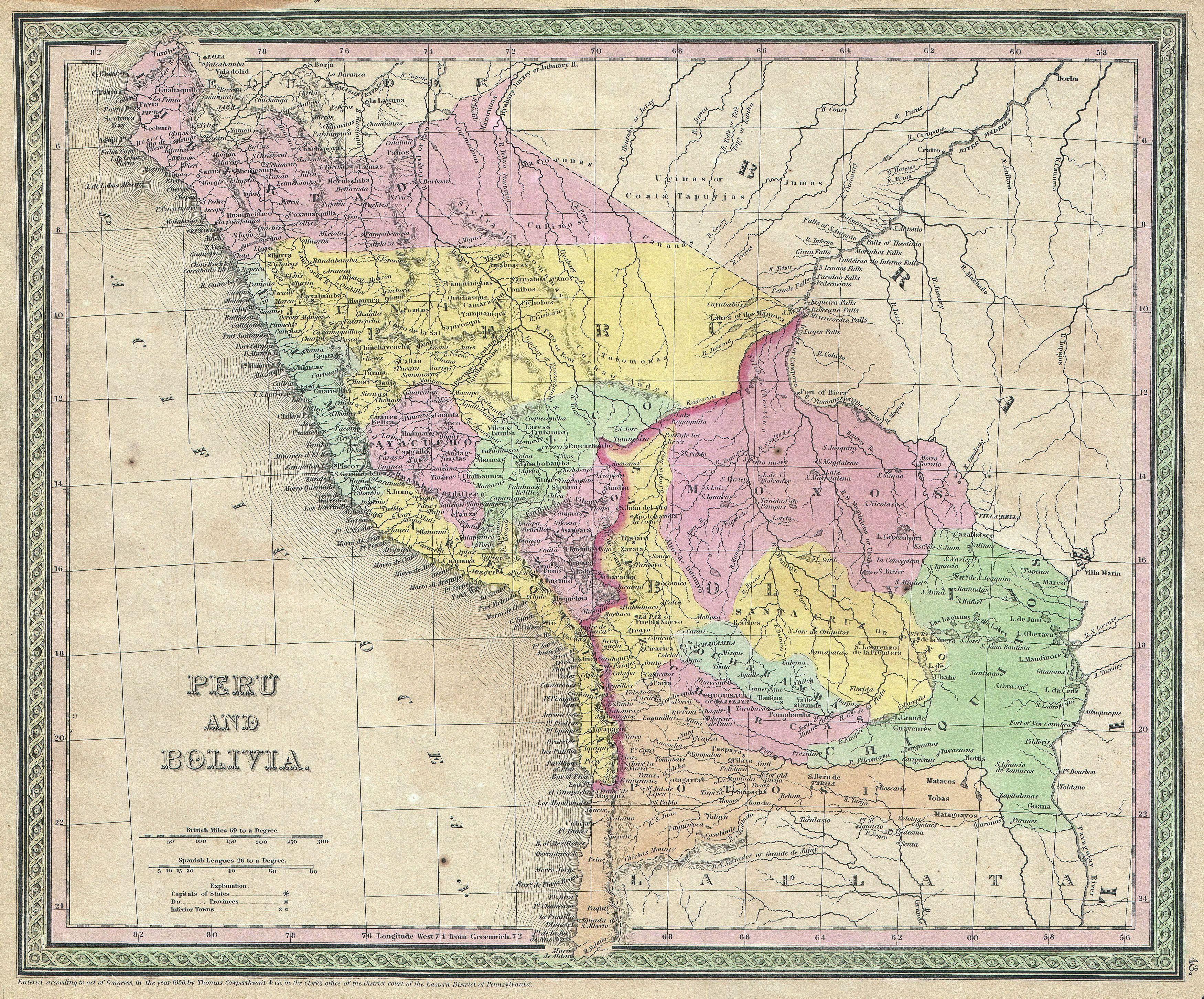
Mapa de 1850 que apresenta a região de Chiquitos.

Frente aos fatos, Sebastián Ramos, que passou a ser tratado como “traidor de la Patria”, retirou-se de sua governadoria e, em uma espécie de exílio, montou um rancho em área limítrofe de jurisdições, concedida pelos brasileiros, cujas terras, em alguns anos, passaram a ser pretendidas e disputadas pelos dois países vizinhos.  Levou consigo gado e os tesouros das igrejas, sendo acompanhado por indígenas, camaradas e funcionários. O lugar de concessão era na área da grande Salinas, perto da margem direita do rio Jauru. Ocorre que, em 1834, Sebastián Ramos foi perdoado pela Bolívia e declarado cidadão daquela república. Passou a ser considerado, então, espécie de “abjurador” pelas autoridades brasileiras. No entanto, a questão que começa a se desenrolar a partir daí não era tanto devido a Ramos ter sido acolhido pela monarquia brasileira para depois se bandear aos republicanos. O problema principal que surgia com isso era a própria localização de seu estabelecimento rural - e o que fazia nele e por ele.
O estabelecimento do ex-governador, chamado de Onças, perto do rio Jauru, lhe possibilitaria usufruir de um curso d’água perenemente navegável que desaguava no principal rio da região, o Paraguai, este com corrente para o sul, cruzando a república guarani e desembocando no rio Paraná, já em território pretendido pela então Confederação Argentina. Daí chegar ao rio da Prata e ao Atlântico configuraria o sonho de navegação tanto do Império como da Bolívia.
De toda forma, devido a Ramos utilizar aquela via fluvial, autoridades brasileiras arrogaram que a “navegação do rio Jauru” fosse reservada “exclusivamente ao governo brasileiro”, recorrendo para isso ao que foi estabelecido no Tratado de Santo Ildefonso, de 1777, entre Espanha e Portugal. Assim, para as autoridades imperiais, como consequência dessa exclusividade cabia ao Império que “fique na posse também exclusiva das duas margens do mesmo rio, e por consequência [dos] terrenos adjacentes”. A se considerar esse tratado, os “terrenos adjacentes” incluiriam, então, o rancho de Ramos.
Ramos tinha recebido aquelas terras na época em que era contrário à república boliviana, como uma maneira de ajudar a colonizar as áreas na zona de fronteira que interessavam ao Brasil. Ao tornar-se cidadão boliviano, esse mesmo estabelecimento em área limítrofe passaria a ser considerado “boliviano” pelos bolivianos, com base no tratado de 1777, o qual reservaria para a Espanha o lado direito do rio Jauru. Ramos, então, apresentou título da terra fornecido pelo governo da província de Chiquitos, assim como outras pessoas, inclusive brasileiras, que estavam na vasta área fronteiriça das Salinas do Jauru. Isso demonstraria que aquelas terras eram herdadas do tempo colonial pela Bolívia. As autoridades de Mato Grosso contestaram tais posses. Com receio de maiores problemas, a governadoria de Chiquitos acabou por concordar com a não validação dos títulos fornecidos, mas fez ouvidos moucos em relação à posição de Sebastián Ramos nas Salinas do Jauru.
Frente a essa ameaça, e desejando garantir a posse de toda a grande área das Salinas, o presidente de província de Mato Grosso, Pimenta Bueno, fez forte pressão diplomática para que Sebastián Ramos saísse do Sítio das Onças, o que ocorreu em 1837. O boliviano desocupou as Onças e se mudou para outro lugar, chamado Recreio do Tremedal, “na distância de 20 léguas do Marco do Jauru”, mas ainda na região da grande área das Salinas perto do rio.
Contudo, o presidente boliviano general Ballivián (1841-1847), com o propósito de ligar mais efetivamente Ramos ao governo central boliviano, concedeu-lhe o inédito título de Comandante General de la Línea Oriental del Paraguai, junto à patente de tenente-coronel de Cavalaria, com o respectivo soldo. Assim, com essas honrarias, Sebastián Ramos retornou ao lugar no qual antes tinha montado rancho, na grande área das Salinas. Agora militar com cargo de prestígio em sua região, procurou desenvolver uma trajetória visando assegurar que as terras à margem direita do rio Jauru e do rio Paraguai fossem reconsideradas como parte do território boliviano. A tensão não demorou a reaparecer.

Em 1844, o presidente de província, Zeferino Pimentel, lamentou ao constatar que o estancieiro boliviano ainda estava na “margem ocidental do [rio] Paraguai”, ou seja, na grande área das Salinas, perto do marco do Jauru. Dessa maneira, usando palavras que passaram a demonstrar uma suposta antiguidade brasileira em toda a região, mostrava que poderia tomar atitudes contundentes contra Ramos, tanto pelas terras que ocupava como por outras atitudes na zona fronteiriça, o que incluía a apropriação ou retenção de “propriedade privada” de brasileiros:
A reclamação das Salinas como território que nos pertence há muito é objeto que não devemos perder de vista, foi uma escandalosa usurpação praticada pelo Governo Boliviano, e eu acompanhando a V.S. em sustentar os nossos direitos, estou disposto a repelir (no caso de ser obrigado) a qualquer violência praticada pelo turbulento Sebastião Ramos.
Debaixo de pressão, Ramos acabou por fazer nova retirada da área de fronteira, mas deixou no lugar em que se estabelecera “alguns índios e camaradas” para “manterem ocupação”. Nesse lugar, alguns anos depois, já existia um destacamento brasileiro, que além de procurar assegurar a nova ocupação do terreno para o Império, servia como ponto de recepção de desertores bolivianos que quisessem ser “acolhidos” pela “nação brasileira”.
Com a perda do rancho das Onças nas Salinas, a Bolívia logo reagiu. Em 1847, autorizou a criação de uma colônia em Tremedal, onde dez anos antes Sebastián Ramos tinha permanecido temporariamente, após deixar pela primeira vez aquele estabelecimento rural. A colônia ficava na beira do rio Tremedal, ou Corixo, e segundo Ramos teria sido erguida por ordem sua.
Até então Tremedal não tinha sido contestada como área boliviana. Mas, com a criação da colônia, o lugar passou a ser apontado pelas autoridades do Império como esconderijo de escravos fugidos. Assim, em outubro de 1848, o lugar sofreu “violenta ocupación” por tropas brasileiras. As habitações foram incendiadas, as pessoas expulsas, e desde então soldados do Império permaneceram lá instalados. Assim, o prefeito de Santa Cruz, ainda em 1851, chegou a ameaçar conflito aberto caso o Império não devolvesse a área da ex-colônia. Nesse início da década de 1850, além da continuação dos questionamentos sobre a tomada da colônia, o que também tornava a situação bastante tensa era que, a partir de Tremedal, soldados brasileiros chegaram até as cercanias de Santa Ana e San Rafael - pueblos chiquitanos, territórios incontestes bolivianos.
E foi perto de Tremedal, que Sebastián Ramos procurou fundar uma outra colônia, a de San Matías; em área da etnia Bororo.  povoado que começou a se configurar, importante notar, ficava a pouca distância de um destacamento brasileiro chamado Corixa. Um pequeno riacho fazia papel de limite daquele lugar, para os dois países, cortando uma estrada entre a Bolívia e o Império.  A nova colonização se dava ainda dentro da genérica área da grande Salinas do Jauru, sobre a qual autoridades brasileiras urdiam para tomá-la completamente, ou quase, procurando ter o controle de qualquer possível acesso ao rio Paraguai.
Para Sebastián Ramos e demais autoridades bolivianas, em meados do XIX o limite fronteiriçoera claro: permaneceria o que estipulara o acordo de Santo Ildefonso. Então, à medida que o Império conseguia cada vez mais controle sobre áreas a oeste do rio Jauru e à margem direita do Paraguai, mais tentava-se compensar investindo (ainda que precariamente) para assegurar San Matías, que ficou como o ponto mais avançado naquela zona fronteiriça.
Mesmo diminuta, perdurou o suficiente para, no primeiro acordo sobre limites entre Brasil e Bolívia, em 1867, ser a parte mais avançada de uma linha horizontal quase reta que “entra” onde antes seria território “espanhol”, para tornar-se parte do território brasileiro. O vilarejo era um ponto a leste, quando antigos lugares reivindicados como bolivianos - como foi El Tremedal, a área oeste das salinas do Jauru, e mesmo grande parte da ribeira direita do rio Paraguai - ficaram como integrantes do Império do Brasil.

## O Tratado
No período que antecedeu a elaboração deste tratado, o Brasil estava em guerra com o Paraguai, e a aproximação das duas ex-colônias espanholas preocupava o governo imperial. Inclusive, em agosto de 1866, o presidente boliviano Mariano Melgarejo mostrou-se inclinado a oferecer a Solano López uma “coluna de 12 mil bolivianos” em troca da “oportunidade de recuperar territórios e direitos usurpados pelo Brasil”, prometido pelo presidente do Paraguai, em janeiro de 1865. Foi exatamente naquele momento que o Brasil decidiu encaminhar a missão especial do conselheiro Felipe Lopes Netto à Bolívia.
Felipe Lopes Netto chegou à La Paz em fevereiro de 1867 e já no dia 27 de março concluía a negociação de um Tratado de Amizade, Limites, Navegação, Comércio e Extradição com o ministro das Relações Exteriores da Bolívia, Mariano Donato Muñoz.

Embora estivesse assentado no princípio do uti possidetis, o que garantiu a posse do Império sobre territórios da margem direita do rio Paraguai, tão questionada pela Bolívia, o acordo também implicou em algumas concessões por parte dos dois Estados. Enquanto o Brasil aceitou dividir o acesso a algumas de suas lagoas (Cáceres, Madioré, Gaíba e Uberaba), para salvar as povoações do país vizinho ali residentes, a Bolívia reconheceu as pretensões do Império sobre os territórios escassamente povoados da fronteira ao norte que unia a margem esquerda do rio Madeira à nascente do rio Javari, estabelecida pelo Tratado de Santo Ildefonso e correspondente ao atual estado do Acre.

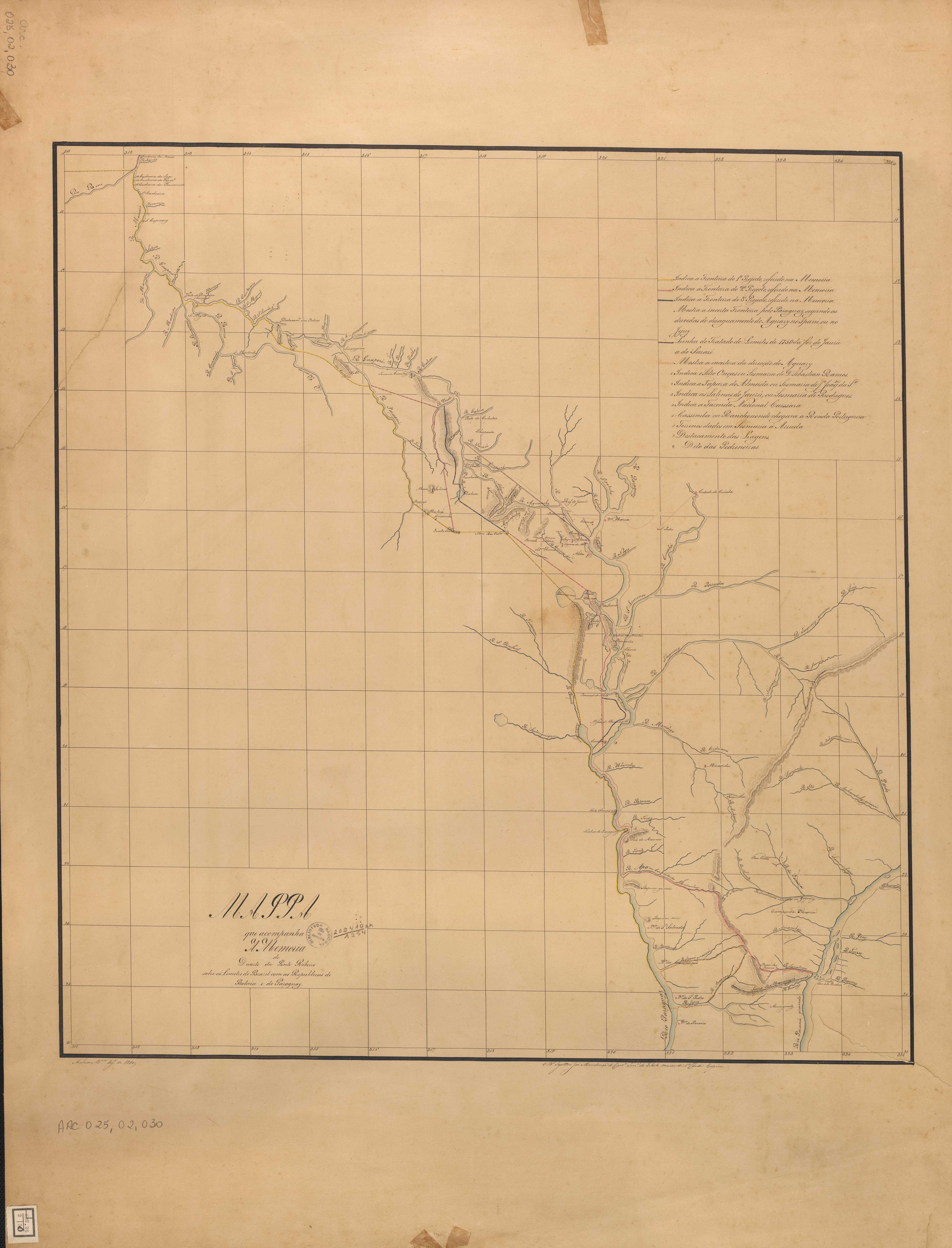
As três propostas de Duarte da Ponte Ribeiro para a fronteira do Brasil com a Bolívia. O mapa também apresenta localidades importantes na região.

A recepção de Duarte da Ponte Ribeiro não foi muito positiva. O diplomata criticou bastante os termos do tratado e a pouca consideração com os negociadores anteriores, nos quais, ele se incluía. Para o conselheiro, o sucesso de Lopes Netto estava intimamente relacionado à mudança da política imperial que permitiu “fazer à Bolívia concessões que lhe havia negado constantemente quando as circunstâncias do Império não eram tão azarosas”. Estava claro para Ponte Ribeiro que a força política e econômica experimentada pelo Brasil naquela época era razão para resguardar a posse de territórios historicamente reivindicados e não para fazer concessões. Em tom rancoroso, afirmou o conselheiro que “o tratado feito pelo Sr. Lopes Netto podia ter sido concordado por mim em 1837, se o Governo Imperial tivesse admitido essa fronteira do Tratado de 27 de março de 1867”. Concluiu afirmando que “o Sr. Lopes Netto não fez nada novo e muito menos que lhe dê direito a fazer recair sobre a incapacidade dos diplomatas seus antecessores [...] o malogro das negociações que ele ultimou, por ser darem nas circunstâncias acima referidas.
Na opinião de Cassiano Ricardo, além das negociações malsucedidas anteriores com a Bolívia e da guerra com o Paraguai, explica a aparente fácil assinatura do Tratado de Ayacucho o desapego brasileiro em relação às terras que “pareciam estar sobrando –além de pouco conhecidas, além de distantes, além de ainda não povoadas, embora já exploradas e conhecidas como brasileiras, além de incômodas, como objeto que eram de contínuas reclamações por parte da Bolíva.
Este tratado era composto por trinta artigos nos quais se declarava a paz entre os países e se estabeleciam relações amigáveis de navegação e tráfego, algumas que persistiram no Tratado de Petrópolis. Foram recuadas as fronteiras bolivianas a favor do Império Brasileiro, a partir dos rios Guaporé e Mamoré, passando por Beni e seguindo uma linha reta que recebeu o nome de Cunha Gomes. As embarcações bolivianas teriam acesso aos rios brasileiros a partir dali.

### Paralelo 10°20’ Sul

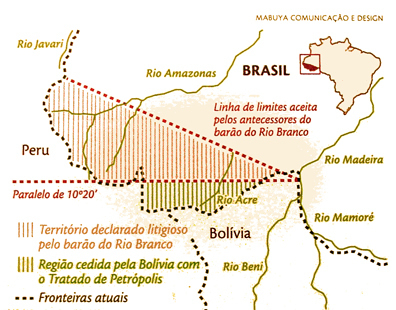
Mapa que apresenta a Linha Cunha Gomes e Paralelo 10°20' Sul.

O tratado, de 27 de março de 1867, diz que a fronteira entre o Madeira e o Javari seria constituída pelo Paralelo 10°20’ Sul ou se o Javari tivesse as suas nascentes ao Norte desse Paralelo, por uma reta tirada do ponto em que começa o Madeira, até a nascente principal do Javari.
Inicialmente, o governo brasileiro entendeu que a supracitada linha não seria o próprio Paralelo 10°20’ Sul, mas uma linha inclinada, a Linha Cunha Gomes (Linha Verde).
Todavia, quando em 1895, a terceira Comissão Demarcadora de Limites entre o Brasil e a Bolívia iniciou seus trabalhos, procurando uma linha direta para as Nascentes do rio Javari (ainda não confirmada, junto a Comissão Peruana) iniciou-se uma discução querendo dar a interpretação do tratado, não pela "Linha Cunha Gomes" (ou linha Verde), mas seguir exatamente como dizia o Tratado, por um paraledo de 10º 20', até a mesma longitude da Nascente do Javari. Acreditava-se que esta era a correta interpretação do Tratado, pois para seguir diretamente pela linha inclinada, o texto deveria dizer "seguirá a fronteira, deste ponto" e não como diz: "desta latitude", por uma recta a buscar a origem principal do dito Javary.

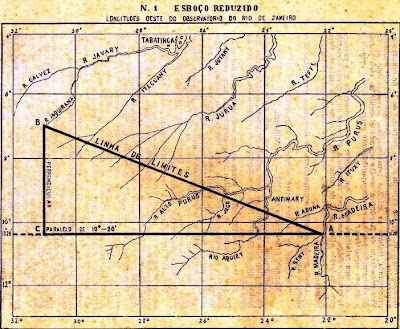
Mapa presente nas obras de Thaumaturgo de Azevedo apresentando as duas interpretações do art. 2° do Tratado de Ayacucho.

O T.Cel. Gregório Thaumaturgo de Azevedo, chefe da terceiro comissão, além de advogar pela marcação de fronteira no paraledo de 10º 20', suspeitava que o Rio Javarí fosse um prolongamento do Rio Galvez, ao invés do Rio Jaquirana, assim como pensava a Comissão Mista Brasileiro-Peruana de 1874, chefiada pelo Barão de Tefé e Guillermo Blake.
Nas suas palavras: (...) Mas, podendo garantir desde já por informações inteiradas que hei colhido, que a nascente principal do Javari se acha muito acima do marco aos 7°1’17,5” Latitude Sul (o marco foi posto na margem direita do Javari aos 6°59’29,5” Latitude Sul e aquela Latitude se refere à estimada correspondente à nascente), ao nosso Governo cabe o direito de discutir o disposto no artigo 4° para a verdadeira interpretação que é no caso vertente, ser colocado o último marco da fronteira com a Bolívia, na origem principal do Javari, salvo a hipótese de estar esta ao Sul do Paralelo de 10°20’.

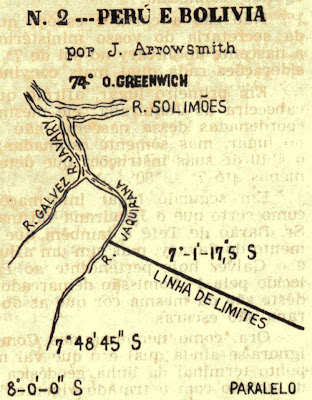
Mapa presente nas obras de Thaumaturgo de Azevedo apresentado as dúvidas sobre a localização da nascente do Rio Javari.

(...) A aceitar o Marco do Peru como o último da Bolívia, devo informar-vos que o Amazonas irá perder a melhor zona de seu território, a mais rica e a mais produtora; porque, dirigindo-se a Linha Geodésica de 10°20’ a 7°1’17,5” ela será muito inclinada para o Norte, fazendo-nos perder o Alto Rio Acre, quase todo o Iaco e o Alto-Purus, os principais afluentes do Juruá e talvez os do Jutaí e do próprio Javari; Rios que nos dão a maior porção da borracha exportada e extraída por brasileiros. A área dessa zona compreendida no triângulo ABC a ser exato o esboço que junto a este passo as vossas mãos, é maior de 5.870 léguas quadradas. Toda essa zona perderemos, aliás explorada e povoada por nacionais e onde já existem centenas de barracas, propriedades legitimadas e demarcadas e seringais cujos donos se acham de posse há longos anos, sem reclamação da Bolívia, muitos com títulos provisórios, só esperando a demarcação para receberem os definitivos.(...) Portanto, a serem executadas as Instruções que me destes, vereis pelo referido esboço, que suponho mais ou menos exato, terá o Amazonas de perder 46% da produção da borracha ou anualmente 2.610:960$, no caso da linha de limites não abranger os afluentes do Rio Juruá; ou se os abranger, a perda da produção será de 68% e a renda desfalcada de 3.859:680$ e maior ainda será o prejuízo e o desfalque na renda, se a mesma linha não salvar os afluentes do Rio Jutaí e os do próprio Javari, como o Itecuai já navegado por vapores em muitos dias de viagem.

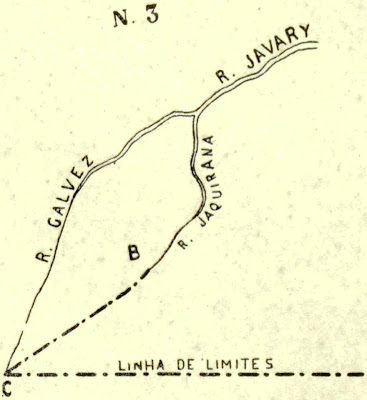
Mapa presente nas obras de Thaumaturgo de Azevedo que ressalta a dúvida quanto a nascente do Rio Javari.

(...) Nestas condições, penso que podeis apresentar ao Ministro boliviano o alvitre de ser descoberta a verdadeira origem do Javari, e, uma vez reconhecida, ali se colocar o último marco da fronteira com a Bolívia, sendo então os outros estabelecidos nos pontos de interseção da linha geodésica do Madeira a esse Marco com os diversos Rios que a cortarem, tal como se contém nas minhas Instruções. Neste caso o Peru continuará a confinar com o Brasil, seguindo a linha de limites o curso do Javari até sua nascente principal.
Contudo, o General Dyonizio Evangelista de Castro Cerqueira, Ministro das Relações Exteriores, discordava de Thaumaturgo de Azevedo, o que fez com que esse último pedisse sua exoneração.
Cunha Gomes, o novo chefe, corrigiu as coordenadas do Barão de Tefé verificando uma diferença de quase quatro segundos. Percebeu que o rio Javari era um prolongamento do Jaquirana e não do Galvez.
Contudo, a manutenção da escolha pela Linha Cunha Gomes e a desconsideração da população brasileira já residente abaixo dela, levaria, anos mais tarde, à Questão do Acre e a necessária intervenção do Barão do Rio Branco, que, por sua vez, também interpretava que o correto seria a fronteira passar pelo Paralelo 10°20’ . Em suas palavras: Para a determinação dos limites, no Tratado de 1867, adotou-se a base do uti possidetis, a mesma sobre a qual foram assentados todos os nossos ajustes similares com as repúblicas vizinhas, e, em vez de procurar fronteiras naturais ou arcifínias seguindo a linha do divortium aquarum que nos deixaria íntegros todos os afluentes do Solimões, entendeu-se, com vantagem para a Bolívia, que o direito resultante da posse ou das zonas de influência dos dois povos podia razoavelmente ficar demarcado pelo paralelo da confluência do Beni e Mamoré, isto é, pelo de 10º20’S desde esse ponto, a leste, até o Javari, a oeste, cuja nascente se supunha estar em latitude mais meridional. Por isso, o artigo 2o, no seu penúltimo parágrafo, estabeleceu a fronteira por essa linha paralela ao Equador, e no seguinte empregou a expressão “linha leste-oeste”. Como, porém, o último parágrafo, figurando a hipótese de se achar a nascente do Javari “ao norte daquela linha leste-oeste”, diz que, nesse caso, “seguirá a fronteira, desde a mesma latitude, por uma reta, a buscar a origem principal do dito Javari”. Sem, entretanto, precisar o ponto inicial da segunda linha na referida latitude de 10º20’S, adotou-se oficialmente desde dezembro de 1867 a opinião de que a fronteira devia ir por uma oblíqua ao Equador desde a confluência do Beni até a nascente do Javari, de sorte que a linha do uti possidetis, que, pelo tratado era leste-oeste, passou a ser deslocada, com prejuízo nosso, dependendo a sua exata determinação do descobrimento de um ponto incógnito, como era então a nascente do Javari.

## Consequências
A busca pela borracha fez gerar novos conflitos fronteiriços, visto que uma grande leva de retirantes nordestinos brasileiros, que fugiam da seca, foram instalando-se ao longo dos rios Purus e Acre, ocasionando o povoamento da região, bem como as instalações de várias benfeitorias; em 1898, ocorreu a confirmação da Comissão Demarcadora de Limites de que a região do Aquiri ou Acre, ocupada por brasileiros, principalmente migrantes nordestinos, pertencia à Bolívia.
Na tentativa de resgatar sua soberania, o governo boliviano instala, em 1899, um posto alfandegário na região, o que desencadeou uma série de conflitos entre o governo boliviano e os seringueiros brasileiros. Em seguida, o governo da Bolívia tenta arrendar as terras a um sindicato de capitalistas norte-americanos, o Bolivian Sindicate, que seria beneficiado com isenção de impostos para exportação de borracha, fato este reprovado pelos brasileiros, que liderados pelo seringalista José Carvalho, os seringueiros rebelaram e expulsaram as autoridades bolivianas, em 3 de maio de 1898.
O espanhol Luis Gálvez Rodríguez de Arias, liderou uma rebelião e chegou a proclamar a independência e, instalou a República do Acre em 14 de julho de 1899, Galvez “imperador da República do Acre”, contava com o apoio do governo do Amazonas.
O governo brasileiro signatário do Tratado de Ayacucho de 23 de março de 1867, reconhece ser o direito de posse da Bolívia, enviou tropas militares para a região com o objetivo de pôr fim à crise, prendeu Luis Gálvez Rodríguez de Arias e devolveu o Acre ao governo boliviano.
Com o apoio dos governos do Pará e Amazonas e financiados por seringalistas brasileiros, o gaúcho Plácido de Castro lidera uma rebelião em agosto de 1902, que ficou conhecida como Revolta do Acre.
No dia 17 de novembro de 1903, o Brasil e a Bolívia assinam o Tratado de Petrópolis. Por esse Tratado, a área do atual Estado do Acre foi anexada ao território brasileiro, mediante pagamento de 2 000 000 de libras esterlinas e ainda o Brasil se comprometeu a construir uma ferrovia, margeando os rios Madeira e Mamoré, no trecho encachoeirado, entre as atuais cidades de Porto Velho e Guajará Mirim. E a área entre os rios Madeira, Abunã e a linha geodésica Cunha Gomes, que pertencia ao Brasil, foi anexada ao território boliviano.
Como entre o Brasil e a Bolívia já imperava o Tratado de Amizade, Limites, Navegação, Comércio e Extradição, tornou-se mais fácil o acordo entre os dois países.